# Валов (город в Германии)
Валов (нем. Walow) — община в Германии, в земле Мекленбург-Передняя Померания.
Входит в состав района Мюриц. Подчиняется управлению Мальхов. Население составляет 521 человек (на 31 декабря 2010 года). Занимает площадь 19,95 км².